# Schwarzfuß-Baumratte
Die Schwarzfuß-Baumratte (Mesembriomys gouldii) ist ein im nördlichen Australien verbreitetes Nagetier in der Gattung der Australischen Baumratten. Neben der Verwandtschaft zur Goldrücken-Baumratte (Mesembriomys macrurus) bestehen große Ähnlichkeiten zu den Australischen Kaninchenratten (Conilurus). Der Artzusatz im wissenschaftlichen Namen ehrt den britischen Naturforscher John Gould.

## Merkmale
Die Exemplare erreichen eine Gesamtlänge von 320 bis 420 mm und ein Maximalgewicht von 830 g. Namensgebendes Merkmal sind die schwarzen Hinterfüße mit gut entwickelten Ballen und kräftigen Krallen. Das lange luftige Fell der Oberseite ist leicht borstig und hat eine graubraune Farbe, die rötliche Tönungen aufweisen kann. Auf der Unterseite ist cremefarbenes bis weißes Fell vorhanden. Der Schwanz ist bis auf die weiße Quaste an der Spitze schwarz gefärbt. Zusätzlich sind die Ohren in Kopfnähe schwarz.

## Verbreitung
Die Schwarzfuß-Baumratte bewohnt streifenförmige Gebiete an der Küste von Western Australia, Northern Territory und Queensland (hauptsächlich Kap-York-Halbinsel). Sie kommt auch auf Melville Island vor. Die Art lebt im Flach- und Hügelland bis 700 Meter Höhe. Als Habitat dienen vorwiegend Wälder mit Eucalyptus miniata und mit Eucalyptus tetrodonta einer dichten Untervegetation aus Büschen. Dieses Nagetier besucht Baumgruppen in Savannen.

## Lebensweise
Die nachtaktiven Exemplare ruhen meist in Baumhöhlen oder im Blattwerk von Schraubenbäumen und selten in Gebäuden. Die Nahrungssuche erfolgt im Umkreis von bis zu 500 Metern. Die Schwarzfuß-Baumratte frisst hauptsächlich Früchte des Schraubenbaums Pandanus spiralis oder andere Früchte, dazu Pflanzensamen, die gelegentlich mit Blumen, Gras und wirbellosen Tieren komplettiert werden.
Weibchen können sich vermutlich zu allen Jahreszeiten paaren, obwohl die meisten Nachkommen im August und September geboren werden. Ein Wurf besteht aus bis zu drei Neugeborenen nach 43 oder 44 Tagen Trächtigkeit. Schätzungsweise liegt die Lebenslänge bei 3 bis 5 Jahren. Die Schwarzfuß-Baumratte wird paarweise oder in kleinen Gruppen beobachtet.

## Gefährdung
Mehrere Exemplare fallen streunenden Katzen zum Opfer. Die Umwandlung der ursprünglichen Wälder in Forstwirtschaftsflächen mit anderen Bäumen erhöht die Gefahr von Bränden. Eine auf ein kleineres Gebiet begrenzte Studie stellte eine mit 50 Prozent verminderte Population über 10 Jahre fest. Die Gesamtpopulation nimmt vermutlich nicht so stark ab. Die Schwarzfuß-Baumratte lebt in zwei Nationalparks und in anderen Schutzgebieten. Die IUCN listet sie als gefährdet (vulnerable).